# Santiago Bellini
Santiago Bellini Noya (Las Piedras, 19 settembre 1996) è un calciatore uruguaiano, attaccante svincolato.

## Caratteristiche tecniche
È un centravanti.

## Carriera

### Club
Cresciuto nel settore giovanile del Montevideo Wanderers, ha esordito il 15 marzo 2015 in occasione del match di campionato perso 2-1 contro l'Atenas.